# David Bates (historiador)
David Bates (30 d'abril del 1945) és un historiador i docent britànic.

## Biografia
Estudià a la King Edward VI College de Nuneaton i la Universitat d'Exeter, on es graduà el 1966 i es doctorà el 1970. Fou professor d'història medieval a la Universitat de Glasgow del 1994 al 2003. Seguidament fou director de l'Institut de Recerca Històrica de la Universitat de Londres entre el 2003 i el 2008. A gener del 2017 era catedràtic d'Història Medieval a la Universitat d'Ànglia de l'Est.

## Obres
- 1982 - Normandy before 1066 (Londres i Nova York, Longman, 1982)
- 1989 - William the Conqueror (Londres, George Philip, 1989)
- 1998 - Regesta regum Anglo-Normannorum: the Acta of William I, 1066-1087 (Oxford, Oxford University Press, 1998)